# Stärkefabrik R. Hundhausen

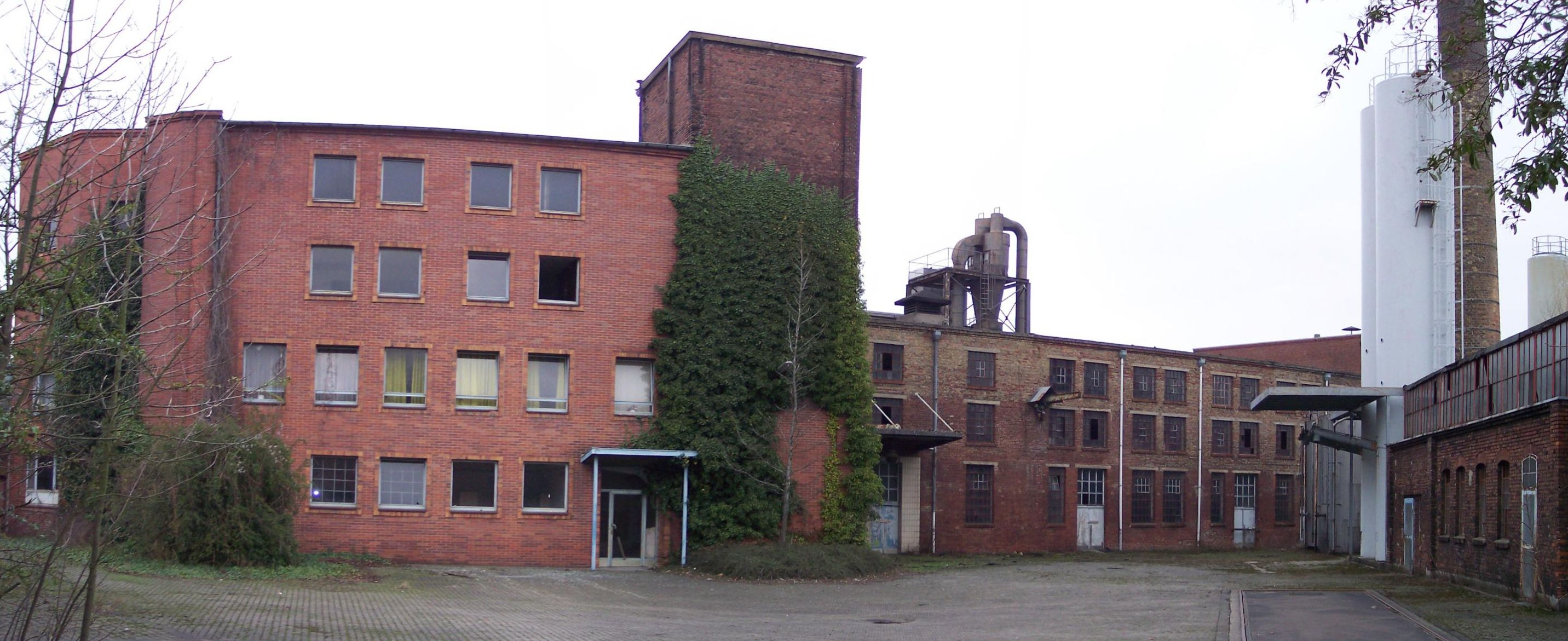
Innenhof

Die Stärkefabrik R. Hundhausen ist ein ehemaliges Unternehmen in Hamm, später in Ahlen.
Die Geschichte der Firma Hundhausen lässt sich bis in das Jahr 1864 zurückverfolgen. In Hamm in Westfalen wird aus Weizenmehl Weizenstärke erzeugt. Zu dem Endprodukten des Werkes gehörten Weizenstärke, Weizenstärkepuder, Weizensüßkleber, Aleuronat und Weizenstärkequellmehl. Ab 1868 ist der Name  R. Hundhausen Stärkefabrik verbürgt. Zu dieser Zeit war die Hammer Fabrik die erste ihrer Art und die Produkte und Erzeugnisse erlangten unter dem Markennamen Hundhausen große Bekanntheit in ganz Deutschland. Die Gründe für die hohe Bekanntheit von Hundhausen-Produkten waren ein weitverbreitetes Davidis-Kochbuch, die Berichterstattung von der Nansen-Expedition, sowie Gold- und Silbermedaillen für Hundhausen-Artikel in Amsterdam (1883), Brüssel und Berlin (1888), Wien (1891), Jamaica (1891) und Anvers (1894).
1885 wird auf dem Gelände der Stärkefabrik Hundhausen bei Wasserbohrungen ein Kohleflöz entdeckt. Dem damaligen Inhaber des Unternehmens Dr. Johannes Hundhausen wird vom Landesoberbergamt in Hamm das Bergrecht verliehen. Aufgrund der damaligen Wirtschaftskrise wird das Steinkohlefeld „Robert von Hundhausen“ jedoch nicht erschlossen.
1899 wurde der Betrieb vom Lippstädter Kaufmann C.D. Epping erworben.
Im Ersten Weltkrieg kann die Produktion aus Rohstoffmangel nicht aufrechterhalten werden. 1940 wurde der Betrieb aufgrund von Platzmangel am alten Standort in Hamm nach Ahlen verlegt. Auf dem Gelände der Firma Hundhausen in Hamm befinden sich heute das Amtsgericht sowie die Justizvollzugsanstalt Hamm.
Die Produktionsstätten werden in Ahlen neu errichtet und mit für diese Zeit modernsten Produktionsanlagen ausgestattet.
Im Zweiten Weltkrieg wird das Werk am 23. März 1944 bei einem Bombenangriff schwer getroffen. Die Produktion konnte jedoch nach kurzer Zeit wieder aufgenommen werden.
Die Herstellung von Stärkemehl in Ahlen wurde 1990 eingestellt, da das Gelände in der Innenstadt von Ahlen keine Vergrößerung der Fabrik zuließ.